# François Walter

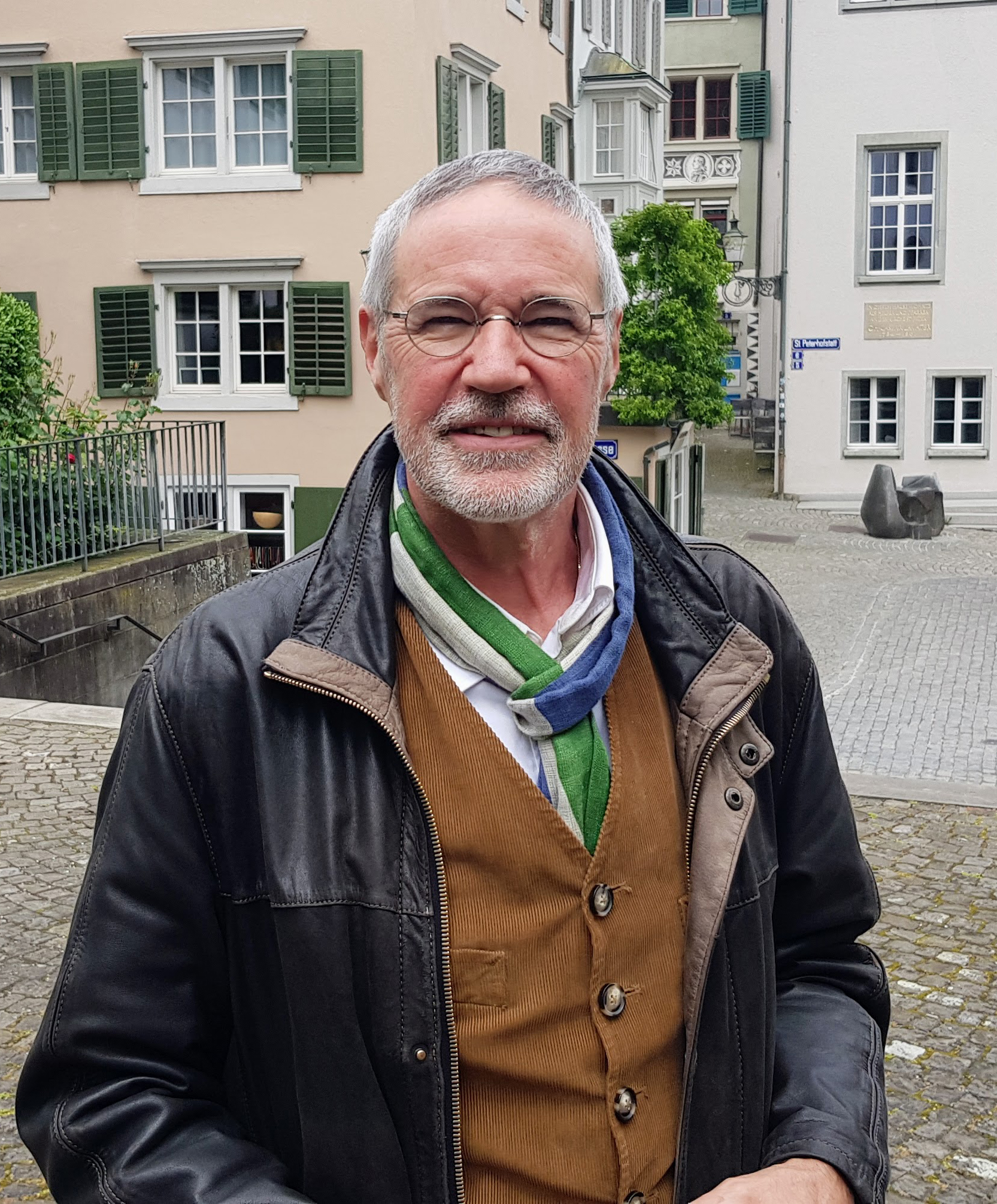
François Walter 2021 in Zürich

François Walter (* 29. April 1950) ist ein Schweizer Historiker und Autor. 
Von 1986 bis 2012 war er ordentlicher Professor für Schweizer Geschichte an der Universität Genf. Er veröffentlichte zahlreiche Artikel und Bücher zur Schweizergeschichte sowie kultur- und sozialgeschichtlichen Themen.

## Leben und Werk
Walter studierte an der Universität Freiburg (Schweiz) und doktorierte 1981 mit einer Arbeit zur Landschaft des Kantons Freiburg in der Zeit der Revolutionen 1798–1856. Nach Assistenzen und Lehraufträgen in Freiburg i.Üe. wurde er 1986 an die Universität Genf berufen, wo er eine ordentliche Professur mit Schwerpunkt Geschichte der Neuzeit erhielt. Bis zu seiner Emeritierung hielt er auch verschiedene Gastprofessuren an anderen Universitäten in der Schweiz und im Ausland, so in Freiburg i.Üe., an der ETH Zürich sowie an den Universitäten Bari, Catania, Paris und Grenoble. 2010 verlieh ihm die Universität Grenoble die Ehrendoktorwürde.
Die Forschungsschwerpunkte von François Walter liegen in den Bereichen Stadtgeschichte, Klima- und Sozialgeschichte, Kulturgeschichte sowie Schweizergeschichte. Er verfasste unter anderem ein fünfbändiges Standardwerk zur Schweizergeschichte in französischer Sprache. Seine Werke über die Geschichte der Katastrophen und die Umweltgeschichte der Schweiz wurden auch auf Deutsch übersetzt.

## Publikationen (Auswahl)
- mit Marco Zanoli: Atlas historique de la Suisse: l’histoire suisse en cartes. Editions Livreo Alphil, Neuchâtel 2020 ISBN 978-2-88950-057-4
- mit Alain Cabantous: Les Tentations de la chair: Virginité et chasteté 16e–21e siècle. Payot, Paris 2020
- Histoire de Fribourg: une ville-Etat pour l’éternité (XVIe–XVIIIe siècle). Editions Livreo Alphil, Neuchâtel 2018 ISBN 978-2-88950-007-9
- mit Alain Cabantous: Noël : Une si longue histoire .... Payot, Paris 2016
- Une histoire de la Suisse. Editions Alphil, Neuchâtel 2016
- Geißel Gottes oder Plage der Natur: vom Umgang der Menschen mit Katastrophen. Reclam, Stuttgart 2016
- mit Jean Steinauer und Lorenzo Planzi: Land unter Strom: Elektrizität und Politik in der Westschweiz. Société d’histoire du canton de Fribourg/Hier und Jetzt, Freiburg/Baden, 2015
- Hiver : histoire d’une saison. Payot, Paris 2014
- mit Bernd Roeck, Martina Stercken, Marco Jorio und Thomas Manetsch: Schweizer Städtebilder: Urbane Ikonographien (15. – 20. Jahrhundert) – Portraits de villes suisses : iconographie urbaine (XVe–XXe siècle) – Vedute delle città svizzere : L’iconografia urbana (XV–XX secolo). Chronos, Zürich 2013
- mit Jean-Luc Pinol: La ville contemporaine jusqu’à la Seconde Guerre mondiale. 4 Bände. Seuil, Paris 2003–2012
- La Suisse : au-delà du paysage. Découvertes Gallimard Histoire, 573. Gallimard, Paris 2011.
- mit Alain Cabantous, Jean-Luc Chappey, Renaud Morieux und Nathalie Richard: Mer et Montagne dans la culture européenne (XVIe-XIXe siècle). Presses universitaires de Rennes, Rennes 2011
- Katastrophen: eine Kulturgeschichte vom 16. bis 21. Jahrhundert. Reclam, Stuttgart 2010
- Histoire de la Suisse. 5 Bände. Editions Alphil-Presses universitaires suisses, Neuchâtel 2009–2010
- Catastrophes: une histoire culturelle XVIe–XXIe siècle. Seuil, Paris 2008
- Les figures paysagères de la nation. Territoire et paysage en Europe (16e-20e siècle). Editions de l’École des Hautes Etudes en Sciences sociales, Paris 2004
- mit Robert Delort: Histoire de l’environnement européen. Préface de Jacques Le Goff. Presses universitaires de France, Paris 2001
- mit Guy Bedouelle: Histoire religieuse de la Suisse. La présence des catholiques. Editions du Cerf/Editions Universitaires, Paris/Fribourg, 2000
- Une paroisse dans la ville. Saint-François de Sales. Presses d’Histoire Suisse, Genève 2004
- Bedrohliche und bedrohte Natur. Umweltgeschichte der Schweiz seit 1800. Chronos,  Zürich 1996
- La Suisse urbaine 1750–1950. Editions Zoé, Genève 1994
- Les Suisses et l’environnement. Une histoire du rapport à la nature du XVIIIe siècle à nos jours. Ed. Zoé, Genève 1990
- Vivre et imaginer la ville. XVIIIe–XIXe siècle. Ed. Zoé, Genève 1988
- mit J.-P. Dorand, D. Stevan und  J.-C. Vial: Histoire de la Suisse.  Editions Fragnière, Fribourg 1984
- Les campagnes fribourgeoises à l’âge des révolutions (1798–1856). Aspects économiques et sociaux. Editions universitaires, Fribourg 1983
- Le développement industriel de la ville de Fribourg entre 1847 et 1880. Editions universitaires, Fribourg 1974